# Ananias Elói Castro Monteiro
Ananias Elói Castro Monteiro (São Luís, Maranhão, 20 de enero de 1989-La Unión, Antioquia, 28 de noviembre de 2016) fue un futbolista brasileño. Se desempeñaba en la posición de delantero.

## Fallecimiento
El 28 de noviembre de 2016, Ananias, equipo técnico y compañeros de equipo del Chapecoense se dirigían desde Santa Cruz de la Sierra, Bolivia a Medellín, Colombia para disputar la final de la Copa Sudamericana 2016, cuando de pronto, la aeronave del vuelo 2933 de LaMia se estrelló en el municipio de La Unión en Colombia, a pocos minutos de su destino. Él y otros 70 pasajeros en el vuelo, fallecieron.

## Clubes
| Club         | País   | Año       |
| ------------ | ------ | --------- |
| Bahia        | Brasil | 2007-2011 |
| Portuguesa   | Brasil | 2011-2012 |
| Cruzeiro     | Brasil | 2013      |
| Palmeiras    | Brasil | 2013      |
| Sport Recife | Brasil | 2014      |
| Chapecoense  | Brasil | 2015-2016 |

## Palmarés

### Campeonatos nacionales
| Título                  | Club         | País   | Año  |
| ----------------------- | ------------ | ------ | ---- |
| Taça Estado da Bahia    | Bahia        | Brasil | 2007 |
| Serie B                 | Portuguesa   | Brasil | 2011 |
| Serie B                 | Palmeiras    | Brasil | 2013 |
| Copa do Nordeste        | Sport Recife | Brasil | 2014 |
| Campeonato Pernambucano | Sport Recife | Brasil | 2014 |
| Campeonato Catarinense  | Chapecoense  | Brasil | 2016 |

### Títulos internacionales
| Título            | Equipo      | Sede            | Año  |
| ----------------- | ----------- | --------------- | ---- |
| Copa Sudamericana | Chapecoense | América del Sur | 2016 |